# Swami Yatiswarananda
Swami Yatiswarananda (1889-1966), un monje mayor y antiguo vicepresidente de la Ramakrishna Math, fue una conocida figura espiritual en el movimiento neo-vedanta.

## Biografía
Además de siete años de trabajo pionero en la difusión del vedanta en Europa y diez años de enseñanza vedanta en los EE. UU. (Filadelfia), se desempeñó sucesivamente como presidente del Sri Ramakrishna Ashrama en Bombay, Madras y Bangalore.
Conocido en su vida premonástica como Suresh Chandra Bhattacharya, el Swami fue un discípulo iniciado de Swami Brahmananda (el gran discípulo directo de Sri Ramakrishna) y extensamente respetado por sus elevados logros espirituales, introspección yógica y madura sabiduría.
Abogó y vivió una vida espiritual bien armonizada con la meditación como fundamento, y el amor y el servicio como la melodía principal.
Fue una fuente de inspiración no sólo a sus discípulos monásticos y laicos, sino también a un gran número de personas en la India y en el extranjero, a los que se hizo querer por su amor desinteresado y amable disposición.

## Enlaces relacionados
- Meditation and Spiritual Life - Swami Yatiswarananda ISBN 81-7907-015-8
- Universal Prayers - Swami Yatishwarananda ISBN 81-7120-511-9
- Adventures in Religious Life - Swami Yatiswarananda ISBN 81-7120-473-2
- The Divine Life, Its Practice and Realisation - Swami Yatiswarananda
- Reflections on Hinduism - Swami Yatiswarananda
- Overcoming Obstacles in Spiritual Life - Swami Yatiswarananda
- How to become Spiritually awakened - Swami Yatiswarananda
- Eternal Companion : life and teachings of Swami Brahmananda - Swami Prabhavananda & Swami Yatiswarananda
- Six Lighted Windows - Swami Yogeshananda ISBN 0-87481-410-3

- Datos: Q1151041